# Joan Carles i Colàs
Joan Carles i Colàs (Igualada, 14 de març de 1966) és un exjugador i entrenador d'hoquei sobre patins català. Ha sigut un dels millors jugadors de la història, i l'únic que ha guanyat lligues espanyoles amb tres equips diferents: Igualada HC, FC Barcelona i l'HC Liceo. El seu palmarès inclou un total de 23 títols i ha jugat 99 partits amb la selecció espanyola, amb la qual va obtenir la medalla d'argent als Jocs Olímpics de Barcelona l'any 1992.

## Trajectòria com a jugador
Joan Carles va començar a jugar a hoquei als cinc o sis anys, essent el seu germà Josep, nou anys més gran, el seu ídol. El seu primer club, com a benjamí, fou l'Igualada HC, seguint com aleví i infantil als Maristes, i de nou a l'Igualada HC en categoria juvenil, entrenant al velòdrom amb els infantils i el primer equip. Va començar a jugar a Primera Nacional amb poc més de 14 anys. En aquell moment es va fer una selecció infantil i en Joan Carles fou seleccionat. Gràcies a això, el Barça li va oferir d'entrenar amb ells, un any com a juvenil i un any com a sub-23, essent cedit després amb 18 anys a l'Igualada HC. Després tornà al Barça dues temporades amb el primer equip, entrenant amb jugadors com en Josep Enric Torner, en Quim Paüls i en Jordi Vilapuig.
Tornà novament a l'Igualada HC la temporada 1987-1988, en la qual l'equip acabà en tercer lloc a la lliga i classificat per primer cop per jugar una competició europea. El segon any l'equip guanyà la lliga espanyola 1988-1989, la primera de la història de l'Igualada HC, i arribà a la final de la Copa de la CERS.
Tot i haver guanyat el títol de lliga, i que tenia contracte amb l'Igualada, fitxà pel Hockey Club Liceo, fet que no fou fàcil de digerir per alguns seguidors igualadins. Al Liceo hi jugà 4 temporades, que compartí amb el seu ídol Daniel Martinazzo, guanyant tres lligues, una Copa del Rei i una Copa d'Europa.
Després de l'etapa al Liceo fitxà per Barça com a revulsiu per encetar un nou projecte. Amb 27 anys, el Barça li oferí cinc anys de contracte que al final van acabar essent sis. En aquesta etapa guanyà una Copa del Rei, tres Lligues espanyoles, una Copa d'Europa, una Copa Continental i una Copa Intercontinental.
En finalitzar l'any 1999 amb el Barça, fitxà pel Lleida Llista Blava, que jugava a Primera Nacional, i l'any 2000 aconseguí l'ascens a la Divisió d'Honor de l'hoquei espanyol, que mantingué fins a l'any 2005. L'any 2003, amb 37 anys, es retirà com a jugador, i passà a ser l'entrenador del Lleida. L'any 2005 l'equip passà dificultats econòmiques i davant el perill de baixar de categoria, Joan Carles es posà de nou els patins en els dos darrers mesos de lliga, essent l'únic entrenador-jugador de la lliga. En total passà vuit temporades al Lleida.

## Trajectòria com a entrenador
La carrera d'entrenador de Joan Carles s'inicià l'any 2003, entrenant el Lleida Llista Blava. L'any 2007, després d'haver ascendit el Lleida altra vegada a la divisió d'honor, fitxà com a entrenador de l'Igualada HC, club que entrenà fins a l'any 2010.
Joan Carles ha col·laborat com a comentarista tècnic en retransmissions del canal Esport3.

## Palmarès com a jugador
- 7 Lligues espanyoles: 1 (Igualada HC, 1989), 3 (Liceo, 1990, 1991, 1993), 3 (FC Barcelona, 1996, 1998, 1999)
- 4 Copes del Rei / Copes espanyoles: 3 (FC Barcelona, 1986, 1987, 1994), 1 (Liceo, 1991),
- 2 Copes d'Europa: 1 (Liceo, 1992), 1 (FC Barcelona, 1997)
- 2 Recopa d'Europa: 1 (FC Barcelona, 1987), 1 (Liceo, 1990)
- 4 Supercopes d'Europa (Copa Continental): 2 (FC Barcelona, 1985, 1997), 2 (Liceo, 1990, 1992)
- 2 Copa Intercontinental: 1 (Liceo, 1990), 1 (FC Barcelona, 1999)
- 1 Campionat del Món: 1 (Spain, 1989)